# Вяткин, Виктор Семёнович
Ви́ктор Семёнович Вя́ткин (4 января, 1913 года, город Усолье, Соликамского уезда, Пермской губернии, СССР — 20 января, 1991 года, Москва, Московская область, СССР) — производственник, писатель.

## Биография
Родился 4 января 1913 г. в городе Усолье Соликамского уезда Пермской губернии. Окончил Пермско-Ильинскую профтехшколу и в 1930 г. начал работать электромонтером Губахинской районной электростанции (Пермская обл.). Потом уехал на Березниковский химкомбинат, где трудился до начала лета 1932 г. Приехал на Колыму по первому комсомольскому набору 9 июня 1932 года. В следующем году вступил в комсомол. Работал электротехником в Среднекане. В 1934 г. В. С. Вяткина откомандировали в столицу в московское представительство треста «Дальстрой», где он пробыл год. В 1935 г. вернулся на Колыму и продолжил работать начальником механического городка Южного горнопромышленного управления в Оротукане. Потом трудился в этом же управлении в должности начальника мехгородка (в будущем знаменитый Оротуканский завод горного оборудования) до 1939 года.
В этом же году, после отпуска, направлен в Западное ГПУ (поселок Сусуман), где также возглавил мехгородок (в будущем Центральные ремонтные механические мастерские (ЦРММ)). В 1942 г. переведен в Чай-Урьинское (поселок Нексикан) горное управление начальником ЦРММ, где работал до 1945 г. Здесь в 1944 г. вступил в ряды ВКП(б) (КПСС). Следующая должность — с 1945 по 1948 г. — директор Спорнинского авторемонтного завода (поселок Спорный).
В 1948—1960 гг. возглавлял Оротуканский завод горного оборудования (ОЗГО), внес значительный вклад в развитие предприятия и горной промышленности Колымы в целом. Потом уехал в Москву, где занялся писательской деятельностью.
В 1943 году награжден медалью «За трудовую доблесть», в 1945 году — орденом «Знак почета» и медалью «За победу над Германией в Великой Отечественной войне 1941—1945 гг.».
В поселке Оротукан в память о первом директоре ОЗГО с 1990 года проводится областной турнир-мемориал по боксу.
Похоронен в Москве.

## Творчество
Виктор Вяткин — автор рассказов, публиковавшихся в магаданских изданиях, повести «Последний фарт» (Магадан, 1962, 1969). Главная книга писателя — автобиографический роман-трилогия «Человек рождается дважды», охватывающий события, происходившие в районах Центральной Колымы и в Магадане с мая 1932 по 1956 г. Центральная тема — освоение суровой, необжитой территории.
Первая книга романа «Человек рождается дважды», написанная очевидцем и участником событий Виктором Вяткиным, рассказывает о начале освоения колымского золотопромышленного района в 30-е годы специфичными методами Дальстроя. Автор создает портреты первостроителей: геологов, дорожников, золотодобытчиков. Во второй части книги репрессируют первого директора Дальстроя, чекиста Э. П. Берзина, его сменяет на этом посту К. А. Павлов, слепо исповедующий сталинские методы руководства. Исправительно-трудовые лагеря наполняются. Также во второй книге погибает от рук уголовников одна из героинь романа молодая комсомолка, первый топограф Магадана Татьяна Маландина.
Первые две книги романа Виктора Вяткина «Человек рождается дважды» вышли в Магаданском книжном издательстве в 1963—1964 гг. Роман был хорошо принят читательской публикой, быстро разошелся, осев в домашних библиотеках. Первые две части трилогии вышли на излете «оттепели», третья должна была вот-вот появиться. Она рассказывала о Колыме в годы Великой Отечественной войны и послевоенного восстановления вплоть до смерти Сталина и последовавшего за ней крушения Дальстроя. Уже печатались ее фрагменты в местной газете «Магаданская правда». Но раздалась общегосударственная команда: «Закрыть тему!», и рукопись перекочевала в сейф Магаданского книжного издательства, где пролежала 25 лет. Впрочем, магаданцы так или иначе были знакомы с текстом рукописи, это был чуть ли не единственный пример магаданского «самиздата», что характерно для наиболее честных книг того времени. На волне гласности в 1989 году роман был переиздан и третья книга трилогии наконец-то официально вышла в свет.
Отзывы на роман:
 «Автору можно доверять, он знает события тех лет не понаслышке. В этом одна из причин неугасающего читательского интереса к его книге. У автора точны детали, точны реалии того времени, того быта и стиля жизни, хотя оборотной стороной этой точности подчас является заметный ущерб, наносимый произведению в части художественной. И вообще, что касается художественности, то мы погрешили бы против истины, если б утверждали, что с ней здесь всё в порядке. Роман вторично отредактирован, но даже и это не спасает его от недостатков, свойственных любому произведению, написанному человеком, впервые взявшимся за перо.
Читатель-гурман не будет здесь упиваться изысками стиля, смаковать яркую метафору, постигать глубину ассоциаций, удивляться неожиданному сюжетному ходу, скорее, он обнаружит недостаточный психологизм в лепке образов либо отсутствие многогранности в созданных характерах.
Но тот же придирчивый читатель увидит главное, то, что автору удалось, — Колыму тех лет, реальную, а не книжную, созданную не вымыслом-домыслом, а сотканную из биографий людей, чьи судьбы складывались на глазах автора.»
Альберт Валеевич Мифтахутдинов
 «Спасибо за книжную посылку. Не скрою, что подбор меня удивил.
Мне ведь хотелось: описания географические, исторические работы, документы, дневники, записки, мемуары, исследования, все, что угодно, но не бессовестную болтовню господина Вяткина.
Из уважения к затраченному тобой труду по пересылке почтовой я просмотрел роман.
Эту „книгу“ написал подлец. Ведь печатались и Вронский, Галченко — неужели все исчезло?
Разумеется, упоминая Вяткина в предыдущем письме, я думал, что это дневник, документ…
Прошу прощения. Отрицательная оценка „романа“ (о котором мои корреспонденты писали как о книге, в которой есть все, кроме правды) не желание получить из Магадана что-либо»
 Варлам Тихонович Шаламов, из письма 1965 года Борису Лесняку
 «У Вяткина колымское ворьё на разводе охотно снимает шапки в память Ленина. Абсолютный бред. (А если бы правда — не много б вышло Ленину почёта из того).
<…> А Алдан-Семёнов о явном злодее — начальнике прииска, так и пишет: „он был толковый организатор“. Да вся мораль его такая: если начальник — хороший, то в лагере работать весело и жить почти свободно. Так и Вяткин: у него палач Колымы начальник Дальстроя Карп Павлов — то „не знал“, то „не понимал“ творимых им ужасов, то уже и перевоспитывается.»
Александр Исаеевич Солженицын
«Безусловно, не следует умалчивать о художественном несовершенстве произведения: характеристики героев романа поверхностны, односторонни, непсихологичны; изобразительные средства скупы и невыразительны, преобладает официально-деловой, публицистический стиль. Наиболее слабым в художественном плане является третий том. Вместе с тем автор стремится быть достоверным в изображении героев, и в этом основная ценность произведения.»
Эльфрида Давыдовна Шантина
Мало кто знает, что Виктор Вяткин также написал производственный роман «Идем на Вы», охватывавший первое послевоенное десятилетие на Колыме. В центре повествования — реконструкция машиностроительного завода на Колыме и судьба его директора Волженина. Роман не был опубликован.
Книги «Последний фарт» и вторая часть трилогии «Человек рождается дважды» также хранятся в Библиотеке Конгресса США.,